# Zofia Jastrzebska
Pour les articles homonymes, voir Jastrzębska.
Zofia Jastrzębska, née le 7 décembre 1998 à Cracovie (Pologne), est une actrice polonaise.

## Biographie
En 2022, elle est diplômée du département de théâtre de l'Académie des arts du théâtre de Wrocław Stanisław Wyspiański à Cracovie.
Dans les années 2022-2023, elle joue le rôle de soutien de Jagna Gałecka dans la série TVP2 Na dobre i na evil. Elle joue le rôle principal de Gita Burano dans la série Netflix VOD intitulée Infamia (2023),,,,, qui lui a valu une grande reconnaissance, ainsi que l'un des rôles principaux, celui de Karolina Borowska dans la série Netflix Mon cosmonaute (Dziewczyna i kosmonauta).

## Filmographie partielle

### Au cinéma
- 2022 : Kundel
- 2024 : Les Couleurs du mal : Rouge (Kolory zla. Czerwien) d'Adrian Panek : Monika Bogucka

### À la télévision
- 2016-2017 : Szkoła (pl) (série télévisée) : Ania Kijewska
- 2019 : Zameldowani (pl) : Monika, l'ex-petite amie de Marcel  (série télévisée, épisode 22)
- 2019-2020 : Zakochani po uszy (pl) :  fille  (série télévisée, épisodes 125, 201)
- 2021 : Kowalscy kontra Kowalscy (pl) : Asia, tutrice de Janka  (série télévisée, épisode 1)
- 2022 : Światło nocy : mère du voyou
- 2022 : Warszawianka (pl) (série télévisée) :  Natalia (série télévisée, épisode 1)
- 2022-2023 : Na dobre i na złe (pl) : Jagna Gałecka
- 2023 : Mon cosmonaute (Dziewczyna i kosmonauta, série télévisée) : Karolina Borowska
- 2023 : Infamia (pl) (série télévisée) : Gita Burano
- 2023 : Camera Café (pl) (série télévisée) : stagiaire Monika Lewińsk
- 2023 : Komisarz Alex (pl) : Weronika « Nika » Rogalska  (série télévisée, épisode 240)